# Serie A 1970 (calcio femminile)
L'edizione 1970 (equivalente al campionato maschile 1969-1970) è stato il primo campionato italiano di Serie A femminile di calcio, organizzato dalla F.F.I.G.C. (Federazione Femminile Italiana Giuoco Calcio), e vide la vittoria dell'A.C.F. Gommagomma Milano.

## Campionato F.F.I.G.C.
Staccatesi della F.I.C.F., il 90% delle società calcistiche femminili italiane andarono a comporre i campionati di Serie A e la Serie B. Quest'ultima fu disputata a livello regionale con finali nazionali per il titolo di categoria.
La lotta per aggiudicarsi lo scudetto fu molto accesa fino alla fine, malgrado condizionata da altri importanti eventi quali la fine del campionato di Serie A 1969-1970 e il campionato mondiale di calcio 1970, che ridussero il crescente afflusso di spettatori (molte gare furono giocoforza programmate in orari differenti da quelle teletrasmesse in mondovisione) e la normale sospensione estiva dovuta alle ferie agostane.
Dato lo sviluppo su 26 giornate del calendario gare (8 giornate in più della precedente stagione) e le partite disputate in coincidenza con la stagione maschile 1970-1971 appena iniziata, costrinsero il Comitato Nazionale Gare di Roma, che organizzava e gestiva questa stagione sportiva, a fare i salti mortali per organizzarlo dando difficile collocazione a molte gare rinviate e anticipi e posticipi serali.
Alla fine della stagione, quando ormai la situazione in vetta alla classifica s'era ben delineata con la vittoria anticipata del Gommagomma Meda, la lotta per non retrocedere si accende in fondo alla classifica. A spuntarla è il San Basilio che all'ultima giornata, pareggiando con la Lazio Zucchet, condanna alla retrocessione in Serie B Reggina e Lazio.

### Formula
Il campionato, ampliato a 14 squadre rispetto alla precedente stagione, fu innovato inserendo due retrocessioni nel campionato di Serie B, appena costituito dalla F.F.I.G.C. in questa stagione incorporando squadre provenienti da sia dalla F.I.C.F. che dalla U.I.S.P. e da vari tornei locali.

### Squadre partecipanti
| Club                              | Città                 | Stadio                   | Stagione precedente |
| --------------------------------- | --------------------- | ------------------------ | ------------------- |
| A.C.F. Ambrosiana SNIA            | Varedo (MI)           | Campo SNIA Varedo        |                     |
| Bologna C.F.                      | ??? (BO)              | Vari                     |                     |
| Brevetti Gabbiani Piacenza A.C.F. | Travo (PC)            | Vari in provincia        |                     |
| A.C.F. Cagliari                   | ??? (CA)              | Vari                     |                     |
| A.C.F. Fiorentina Elettroplaid    | Firenze (FI)          | Vari in provincia        |                     |
| A.C.F. Genova 70                  | Genova                | Vari in provincia        |                     |
| A.C.F. Gommagomma Meda            | Meda (MI)             | Stadio Comunale di Meda  |                     |
| A.C.F. Juventus                   | ??? (TO)              | Vari in provincia        |                     |
| A.C.F. Lazio                      | Roma (RM)             | Vari in provincia        |                     |
| F.C. Napoli                       | Napoli (NA)           | Vari                     |                     |
| A.C.F. Reggina                    | Reggio Calabria (RC)  | Stadio Comunale          |                     |
| A.C.F. Roma                       | Roma (RM)             | Vari                     |                     |
| A.C.F. Roma San Basilio           | Roma-San Basilio (RM) | Campo "Francesca Gianni" |                     |
| Pol. S.C. Zucchet Lazio           | Roma (RM)             | Vari                     |                     |

### Classifica finale
|                   | Pos. | Squadra                    | Pt | G  | V  | N  | P  | GF | GS | DR  |
| ----------------- | ---- | -------------------------- | -- | -- | -- | -- | -- | -- | -- | --- |
| Campione d'Italia | 1.   | Gommagomma Meda            | 44 | 26 | 20 | 4  | 2  | 73 | 12 | +61 |
|                   | 2.   | Brevetti Gabbiani Piacenza | 39 | 26 | 14 | 11 | 1  | 74 | 19 | +55 |
|                   | 3.   | Genova 70                  | 39 | 26 | 17 | 5  | 4  | 50 | 18 | +32 |
|                   | 4.   | ACF Roma                   | 38 | 26 | 18 | 2  | 6  | 55 | 25 | +30 |
|                   | 5.   | ACF Juventus               | 36 | 26 | 14 | 8  | 4  | 59 | 20 | +39 |
|                   | 6.   | Ambrosiana SNIA (-1)       | 26 | 26 | 9  | 9  | 8  | 37 | 27 | +10 |
|                   | 7.   | Fiorentina Elettroplaid    | 26 | 26 | 9  | 8  | 9  | 29 | 29 | 0   |
|                   | 8.   | Cagliari (-1)              | 24 | 26 | 10 | 5  | 11 | 41 | 37 | +4  |
|                   | 9.   | Bologna CF                 | 21 | 26 | 7  | 7  | 12 | 25 | 37 | -12 |
|                   | 10.  | Zucchet Lazio              | 17 | 26 | 4  | 9  | 13 | 17 | 38 | -21 |
|                   | 11.  | Napoli (-2)                | 15 | 26 | 6  | 5  | 15 | 25 | 39 | -14 |
|                   | 12.  | Roma San Basilio (-1)      | 12 | 26 | 3  | 7  | 16 | 9  | 55 | -46 |
|                   | 13.  | Lazio                      | 11 | 26 | 2  | 7  | 17 | 10 | 76 | -66 |
|                   | 14.  | Reggina                    | 11 | 26 | 5  | 1  | 20 | 12 | 84 | -72 |

Legenda:
      Campione d'Italia.
      Retrocesso in Serie B 1971.
Note:
Due punti a vittoria, uno a pareggio, zero a sconfitta.
La FFIGC introdusse per la prima volta le retrocessioni nella nuova Serie B.
In caso di pari punti, squadre classificate con quoziente reti.

### Risultati

#### Tabellone
|                         | Amb  | Bol  | Cag  | Fio  | Gen  | Juv  | Laz  | Lzu  | GGM  | Nap  | Pia  | Reg  | Rom  | SBa  |
| ----------------------- | ---- | ---- | ---- | ---- | ---- | ---- | ---- | ---- | ---- | ---- | ---- | ---- | ---- | ---- |
| Ambrosiana SNIA         | –––– | 1-1  | 3-1  | 1-1  | 0-2  | 0-0  | 2-0  | 1-1  | 0-1  | 2-0  | 0-1  | 6-1  | 0-3  | 5-0  |
| Bologna                 | 0-0  | –––– | 4-5  | 0-0  | 1-0  | 0-2  | 3-1  | 2-1  | 0-2  | 3-0  | 2-3  | 2-0  | 1-0  | 0-0  |
| Cagliari                | 1-1  | 0-1  | –––– | 0-1  | 1-4  | 1-1  | 5-0  | 2-0  | 4-2  | 2-0  | 1-1  | 4-0  | 2-2  | 2-0  |
| Fiorentina Elettroplaid | 2-0  | 2-0  | 0-2  | –––– | 2-2  | 1-3  | 2-0  | 0-0  | 0-3  | 1-0  | 1-2  | 2-0  | 1-0  | 4-2  |
| Genova 70               | 5-1  | 2-0  | 1-0  | 2-1  | –––– | 1-0  | 4-0  | 3-1  | 1-1  | 1-0  | 1-1  | 1-0  | 1-1  | 2-0  |
| Juventus                | 0-0  | 2-0  | 3-2  | 0-0  | 1-1  | –––– | 8-0  | 0-0  | 0-4  | 2-0  | 3-2  | 6-0  | 1-2  | 6-0  |
| Lazio                   | 0-5  | 1-1  | 0-2  | 0-4  | 0-5  | 2-2  | –––– | 2-0  | 0-6  | 0-3  | 1-1  | 0-0  | 0-5  | 0-0  |
| Lazio Zuchet            | 0-2  | 1-1  | 3-1  | 0-0  | 0-2  | 0-1  | 1-0  | –––– | 0-3  | 0-0  | 0-5  | 1-0  | 1-3  | 0-0  |
| Gommagomma Meda         | 1-1  | 5-1  | 5-0  | 5-0  | 2-0  | 1-0  | 6-0  | 4-0  | –––– | 3-0  | 1-1  | 2-0  | 0-1  | 6-0  |
| Napoli                  | 0-3  | 1-1  | 1-0  | 1-1  | 1-2  | 1-2  | 1-1  | 3-1  | 1-2  | –––– | 1-3  | 3-0  | 0-2  | 2-0  |
| Piacenza B.G.           | 0-0  | 2-0  | 0-0  | 3-3  | 3-0  | 1-1  | 8-0  | 0-0  | 1-1  | 6-0  | –––– | 5-0  | 4-1  | 0-0  |
| Reggina                 | 2-0  | 2-0  | 2-0  | 1-0  | 0-5  | 0-9  | 1-2  | 0-4  | 0-4  | 0-6  | 0-12 | –––– | 0-4  | 3-1  |
| Roma                    | 4-1  | 3-1  | 2-0  | 1-0  | 1-0  | 1-2  | 1-0  | 3-2  | 1-2  | 1-0  | 1-5  | 3-0  | –––– | 6-1  |
| Roma San Basilio        | 0-2  | 1-0  | 0-3  | 1-0  | 0-2  | 0-4  | 0-0  | 0-0  | 0-1  | 0-0  | 1-4  | 2-0  | 0-3  | –––– |

#### Calendario
| Andata (1ª) | Andata (1ª) | Prima giornata                   | Ritorno (14ª) | Ritorno (14ª) |
|             |             |                                  |               |               |
| 1º mag.     | 2-0         | Bologna-Reggina                  | 2-0           | 2 ago.        |
| 1º mag.     | 0-1         | Cagliari-Fiorentina Elettroplaid | 2-0           | 2 ago.        |
| 1º mag.     | 0-1         | Genova 70-Lazio                  | 5-0           | 2 ago.        |
| 1º mag.     | 1-1         | Gommagomma-Ambrosiana SNIA       | 1-0           | 2 ago.        |
| 1º mag.     | 1-3         | Napoli-Piacenza                  | 0-6           | 2 ago.        |
| 1º mag.     | 0-4         | S.Basilio-Juventus               | 0-6           | 2 ago.        |
| 1º mag.     | 1-3         | Zucchet Lazio-Roma               | 2-3           | 2 ago.        |

| Andata (2ª) | Andata (2ª) | Seconda giornata                | Ritorno (15ª) | Ritorno (15ª) |
|             |             |                                 |               |               |
| 7 mag.      | 3-1         | Ambrosiana SNIA-Cagliari        | 1-1           | 30 ago.       |
| 7 mag.      | 1-1         | Br.Gabbiani Piacenza-Gommagomma | 1-1           | 30 ago.       |
| 7 mag.      | 2-0         | Fiorentina Elettroplaid-Bologna | 0-0           | 30 ago.       |
| 7 mag.      | 1-1         | Juventus-Genova 70              | 0-1           | 30 ago.       |
| 7 mag.      | 0-6         | Reggina-Napoli                  | 0-3           | 30 ago.       |
| 7 mag.      | 6-1         | Roma-San Basilio                | 3-0           | 30 ago.       |
| 7 mag.      | 1-0         | Zucchet Lazio-Lazio             | 0-2           | 30 ago.       |

| Andata (3ª) | Andata (3ª) | Terza giornata                     | Ritorno (28ª) | Ritorno (28ª) |
|             |             |                                    |               |               |
| 10 mag.     | 2-3         | Bologna-Br.Gabbiani Piacenza       | 0-0           | 6 set.        |
| 10 mag.     | 3-1         | Genova 70-Zucchet Lazio            | 2-0           | 6 set.        |
| 10 mag.     | 5-0         | Gommagomma-Fiorentina Elettroplaid | 3-0           | 6 set.        |
| 10 mag.     | 0-5         | Lazio-Roma                         | 0-1           | 6 set.        |
| 10 mag.     | 1-0         | Napoli-Cagliari                    | 0-2           | 6 set.        |
| 10 mag.     | 0-9         | Reggina-Juventus                   | 0-6           | 6 set.        |
| 10 mag.     | 0-2         | San Basilio-Ambrosiana             | 0-5           | 6 set.        |

| Andata (4ª) | Andata (4ª) | Quarta giornata                     | Ritorno (17ª) | Ritorno (17ª) |
|             |             |                                     |               |               |
| 17 mag.     | 2-0         | Ambrosiana SNIA-Napoli              | 3-0           | 13 set.       |
| 17 mag.     | 3-3         | Br.Gabbiani Piacenza-Fiorentina El. | 2-1           | 13 set.       |
| 17 mag.     | 4-0         | Cagliari-Reggina                    | 0-2           | 13 set.       |
| 17 mag.     | 2-0         | Juventus-Bologna                    | 2-0           | 13 set.       |
| 17 mag.     | 0-0         | Lazio-S.Basilio                     | 0-0           | 13 set.       |
| 17 mag.     | 1-0         | Roma-Genova 70                      | 1-1           | 13 set.       |
| 17 mag.     | 0-3         | Zucchet Lazio-Gommagomma Milano     | 0-4           | 13 set.       |

| Andata (5ª) | Andata (5ª) | Quinta giornata                | Ritorno (18ª) | Ritorno (18ª) |
|             |             |                                |               |               |
| 24 mag.     | 2-1         | Bologna-Zucchet Lazio          | 1-1           | 27 set.       |
| 24 mag.     | 1-1         | Cagliari-Juventus              | 2-3           | 27 set.       |
| 24 mag.     | 1-0         | Fiorentina Elettroplaid-Napoli | 1-1           | 27 set.       |
| 24 mag.     | 0-1         | Gommagomma-Roma                | 2-1           | 27 set.       |
| 24 mag.     | 0-5         | Lazio-Ambrosiana SNIA          | 0-2           | 27 set.       |
| 24 mag.     | 0-12        | Reggina-Piacenza               | 0-5           | 27 set.       |
| 24 mag.     | 0-2         | San Basilio-Genova 70          | 0-2           | 27 set.       |

| Andata (6ª) | Andata (6ª) | Sesta giornata                  | Ritorno (19ª) | Ritorno (19ª) |
|             |             |                                 |               |               |
| 31 mag.     | 0-0         | Br.Gabbiani Piacenza-Cagliari   | 1-1           | 4 ott.        |
| 31 mag.     | 2-0         | Fiorentina Elettroplaid-Reggina | 0-1           | 4 ott.        |
| 31 mag.     | 5-1         | Genova 70-Ambrosiana SNIA       | 2-0           | 4 ott.        |
| 31 mag.     | 6-0         | Gommagomma-San Basilio          | 1-0           | 4 ott.        |
| 31 mag.     | 8-0         | Juventus-Lazio                  | 2-2           | 4 ott.        |
| 31 mag.     | 3-1         | Roma-Bologna                    | 0-1           | 4 ott.        |
| 31 mag.     | 0-0         | Zucchet Lazio-Napoli            | 1-3           | 4 ott.        |

| Andata (7ª) | Andata (7ª) | Settima giornata                  | Ritorno (24ª) | Ritorno (24ª) |
|             |             |                                   |               |               |
| 7 giu.      | 6-1         | Ambrosiana SNIA-Reggina           | 0-2           | 11 ott.       |
| 7 giu.      | 1-1         | Br.Gabbiani Piacenza-Juventus     | 2-3           | 11 ott.       |
| 7 giu.      | 2-0         | Cagliari-Zucchet Lazio            | 1-3           | 11 ott.       |
| 7 giu.      | 2-1         | Genova 70-Fiorentina Elettroplaid | 2-2           | 11 ott.       |
| 7 giu.      | 0-6         | Lazio-Gommagomma Milano           | 0-6           | 11 ott.       |
| 7 giu.      | 0-2         | Napoli-Roma                       | 0-1           | 11 ott.       |
| 7 giu.      | 1-0         | San Basilio-Bologna               | 0-0           | 11 ott.       |

| Andata (8ª) | Andata (8ª) | Ottava giornata                      | Ritorno (23ª) | Ritorno (23ª) |
|             |             |                                      |               |               |
| 14 giu.     | 0-1         | Ambrosiana SNIA-Br.Gabbiani Piacenza | 0-0           | 18 ott.       |
| 14 giu.     | 3-1         | Bologna-Lazio                        | 1-1           | 18 ott.       |
| 14 giu.     | 2-0         | Gommagomma Milano-Genova 70          | 1-1           | 18 ott.       |
| 14 giu.     | 0-0         | Juventus-Fiorentina Elettroplaid     | 3-1           | 18 ott.       |
| 14 giu.     | 2-0         | Napoli-San Basilio                   | 0-0           | 18 ott.       |
| 14 giu.     | 2-0         | Roma-Cagliari                        | 2-2           | 18 ott.       |
| 14 giu.     | 1-0         | Zucchet Lazio-Reggina                | 4-0           | 18 ott.       |

| Andata (9ª) | Andata (9ª) | Nona giornata                      | Ritorno (22ª) | Ritorno (22ª) |
|             |             |                                    |               |               |
| 21 giu.     | 0-0         | Br.Gabbiani Piacenza-Zucchet Lazio | 5-0           | 25 ott.       |
| 21 giu.     | 2-0         | Fiorentina Elettr.-Ambrosiana SNIA | 1-1           | 25 ott.       |
| 21 giu.     | 2-0         | Genova 70-Bologna                  | 0-1           | 25 ott.       |
| 21 giu.     | 1-0         | Gommagomma Milano-Juventus         | 4-0           | 25 ott.       |
| 21 giu.     | 0-3         | Lazio-Napoli                       | 1-1           | 25 ott.       |
| 21 giu.     | 0-4         | Reggina-Roma                       | 0-3           | 25 ott.       |
| 21 giu.     | 0-3         | San Basilio-Cagliari               | 0-2           | 25 ott.       |

| Andata (10ª) | Andata (10ª) | Decima giornata                       | Ritorno (21ª) | Ritorno (21ª) |
|              |              |                                       |               |               |
| 28 giu.      | 0-0          | Ambrosiana SNIA-Juventus              | 0-0           | 1º nov.       |
| 28 giu.      | 0-2          | Bologna-Gommagomma Milano             | 1-5           | 1º nov.       |
| 28 giu.      | 5-0          | Cagliari-Lazio                        | 2-0           | 1º nov.       |
| 28 giu.      | 1-2          | Napoli-Genova 70                      | 0-1           | 1º nov.       |
| 28 giu.      | 3-1          | Reggina-San Basilio                   | 0-2           | 1º nov.       |
| 28 giu.      | 1-5          | Roma-Brevetti Gabbiani Piacenza       | 1-4           | 1º nov.       |
| 28 giu.      | 0-0          | Zucchet Lazio-Fiorentina Elettroplaid | 0-0           | 1º nov.       |

| Andata (11ª) | Andata (11ª) | Undicesima giornata              | Ritorno (20ª) | Ritorno (20ª) |
|              |              |                                  |               |               |
| 5 lug.       | 1-1          | Ambrosiana SNIA-Bologna          | 0-0           | 8 nov.        |
| 5 lug.       | 1-0          | Fiorentina Elettroplaid-Roma     | 0-1           | 8 nov.        |
| 5 lug.       | 1-0          | Genova 70-Cagliari               | 4-1           | 8 nov.        |
| 5 lug.       | 3-0          | Gommagomma Milano-Napoli         | 2-1           | 8 nov.        |
| 5 lug.       | 0-0          | Lazio-Reggina                    | 2-1           | 8 nov.        |
| 5 lug.       | 1-4          | San Basilio-Br.Gabbiani Piacenza | 0-0           | 8 nov.        |
| 5 lug.       | 0-1          | Zucchet Lazio-Juventus           | 0-0           | 8 nov.        |

| Andata (12ª) | Andata (12ª) | Dodicesima giornata                 | Ritorno (19ª) | Ritorno (19ª) |
|              |              |                                     |               |               |
| 12 lug.      | 3-0          | Bologna-Napoli                      | 1-1           | 15 nov.       |
| 12 lug.      | 8-0          | Brev.Gabbiani Piacenza-Lazio        | 1-1           | 15 nov.       |
| 12 lug.      | 4-2          | Cagliari-Gommagomma Milano          | 0-5           | 15 nov.       |
| 12 lug.      | 4-2          | Fiorentina Elettroplaid-San Basilio | 0-1           | 15 nov.       |
| 12 lug.      | 0-2          | Lazio Zucchet-Ambrosiana SNIA       | 1-1           | 15 nov.       |
| 12 lug.      | 0-5          | Reggina-Genova 70                   | 0-1           | 15 nov.       |
| 12 lug.      | 1-2          | Roma-Juventus                       | 2-1           | 15 nov.       |

| Andata (13ª) | Andata (13ª) | Tredicesima giornata          | Ritorno (18ª) | Ritorno (18ª) |
|              |              |                               |               |               |
| 26 lug.      | 0-3          | Ambrosiana SNIA-Roma          | 1-4           | 22 nov.       |
| 26 lug.      | 4-5          | Bologna-Cagliari              | 1-0           | 22 nov.       |
| 26 lug.      | 1-1          | Genova 70-Piacenza            | 0-3           | 22 nov.       |
| 26 lug.      | 2-0          | Gommagomma Milano-Reggina     | 4-0           | 22 nov.       |
| 26 lug.      | 0-4          | Lazio-Fiorentina Elettroplaid | 0-2           | 22 nov.       |
| 26 lug.      | 1-2          | Napoli-Juventus               | 2-0           | 22 nov.       |
| 26 lug.      | 0-0          | San Basilio-Zucchet Lazio     | 0-0           | 22 nov.       |

### Verdetti finali
- Gommagomma Milano Campione d'Italia 1970.

L'A.C.F. Gommagomma Milano prima di una partita a Meda. In piedi da sinistra: l'allenatore Vincenzi, Epicoco, Boll, Ferrara, Varone, Romano, Zoli e Rocchi. Accosciate da sinistra: Cottini, Cannone, Cunzolo, Vignotto e Pessina.

Nella foto, in piedi da sinistra: l'allenatore Vincenzi, la prima da destra in piedi è Patrizia Rocchi, penultima a destra Kathrin Moser e l'ultima da destra è Madeleine Boll, due calciatrici elvetiche schierate dal Gommagomma Milano.

### Squadra campione
- Marinella Pessina, portiere;
- Anna Stopar, terzino destro;
- Nadia Romano, terzino sinistro e stopper;
- Rosa Cunzolo, mediano destro;
- Carmela Varone, stopper;
- Madeleine Boll, mediano e ala sinistra (Svizzera);
- Bruna Ferrara, ala destra;
- Patrizia Rocchi, mezzala destra;
- Kathrin Moser, centravanti (Svizzera);
- Antonia Cannone, mezzala sinistra;
- Elisabetta Vignotto, ala sinistra;

Riserve: Marcella Carcereri (portiere), Clara Epicoco (mezzala destra e sinistra), Antonia Mauri (mediano destro).

## Campionato F.I.C.F.

### Squadre partecipanti
| Club                        | Città          | Stadio                             | Stagione 1969                |
| --------------------------- | -------------- | ---------------------------------- | ---------------------------- |
| A.C.F. Genova               | Genova         | Vari campi anche in provincia      | 2º posto in Serie A F.I.C.F. |
| A.C.F. Olimpia Verona       | Verona         | Vari, incluso Montorio             |                              |
| A.C.F. Real Juventus        | Torino         | Motovelodromo                      | Nuova affiliazione           |
| A.C.F. Real Torino          | Torino         | Parco Ruffini e altri in provincia | 4º posto in Serie A F.I.C.F. |
| A.C.F. Vernici Milesi Parma | Parma          | Vari in provincia                  | Tornei U.I.S.P.              |
| A.C.F. Viareggio            | Viareggio (LU) | Stadio dei Pini                    | Vari tornei                  |

### Verdetti
- Real Torino Campione d'Italia F.I.C.F. 1970.

## Campionato U.I.S.P.
Molte altre società femminili di recente costituzione si affiliarono all'UISP e disputarono un campionato nel Nord Italia. Essendo le tre Federazioni completamente indipendenti e non collegate da alcun accordo ufficiale, alcune calciatrici avevano un doppio tesseramento e quindi giocavano per due distinte società sportive senza subire alcun controllo e sanzione, cosa impossibile se fossero state affiliate alla F.I.G.C. (anche in epoche in cui esisteva l'U.L.I.C. il doppio tesseramento era vietato e sanzionato).

### Squadre partecipanti
Fonti:
| Club                   | Città                      | Stadio                    |
| ---------------------- | -------------------------- | ------------------------- |
| ???? Celana Mestre     | Mestre (VE)                | Stadio Francesco Baracca  |
| Cremcaffè Iris F.F.C.  | Trieste (TS)               |                           |
| A.C.F. Crocetta Carrel | Crocetta del Montello (TV) | Campo Sportivo Comunale   |
| ???? Fener             | Belluno (BL)               |                           |
| A.C.F. Pordenone       | Pordenone (PN)             | Stadio Ottavio Bottecchia |
| A.C.F. Valdobbiadene   | Valdobbiadene (TV)         | Campo Sportivo Comunale   |
| Gymnasium Treviso C.F. | Treviso (TV)               | ?                         |

### Classifica finale
|  | Pos. | Squadra           | Pt | G  | V | N | P | GF | GS | DR  |
|  | ---- | ----------------- | -- | -- | - | - | - | -- | -- | --- |
|  | 1.   | Celana Mestre     | ?  | 12 |   |   |   |    |    |     |
|  | 2.   | Pordenone         | ?  | 12 |   |   |   |    |    |     |
|  | ?.   | Valdobbiadene     | ?  | 12 |   |   |   |    |    |     |
|  | ?.   | Gymnasium Treviso | ?  | 12 |   |   |   |    |    |     |
|  | ?.   | Fener             | ?  | 12 |   |   |   |    |    |     |
|  | ?.   | Crocetta Carrel   | ?  | 12 |   |   |   |    |    |     |
|  | 7.   | Cremcaffè Iris    | 6  | 12 | 0 | 6 | 6 | 3  | 18 | -15 |

Legenda:
      Campione Triveneto UISP 1970.
Regolamento:
Due punti a vittoria, uno a pareggio, zero a sconfitta.
Pari merito in caso di pari punti.

### Spareggio per il primo posto
- 11 ottobre 1970 a Modena: Celana Mestre-Pordenone 2 - 0.
- Il Celana Mestre è Campione U.I.S.P. 1970.

### Calendario
Fonte per il Cremcaffè Iris, un libro con tutti i risultati.
| Andata (1ª) | Andata (1ª)   | Prima giornata           | Ritorno (8ª) | Ritorno (8ª) |
|             |               |                          |              |              |
| 10 mag.     | 1-1           | Crocetta Carrel-Celana   | -            | 2 set.       |
| 10 mag.     | 1-0           | Pordenone-Cremcaffè Iris | 0-0          | 2 set.       |
| 10 mag.     | 0-2           | Treviso-Valdobbiadene    | -            | 2 set.       |
| 10 mag.     | Riposa: Fener |                          |              | 2 set.       |

| Andata (2ª) | Andata (2ª)       | Seconda giornata       | Ritorno (9ª) | Ritorno (9ª) |
|             |                   |                        |              |              |
| 17 mag.     | 3-0               | Celana Mestre-Fener    | -            | 5 lug.       |
| 17 mag.     | 2-0               | Treviso-Cremcaffè Iris | 0-0          | 5 lug.       |
| 17 mag.     | 1-0               | Valdobbiadene-Crocetta | -            | 5 lug.       |
| 17 mag.     | Riposa: Pordenone |                        |              | 5 lug.       |

| Andata (3ª) | Andata (3ª)     | Terza giornata                 | Ritorno (10ª) | Ritorno (10ª) |
|             |                 |                                |               |               |
| 24 mag.     | 2-1             | Celana Mestre-Pordenone        | -             | 12 lug.       |
| 24 mag.     | 1-1             | Crocetta Carrel-Cremcaffè Iris | 5-0           | 12 lug.       |
| 24 mag.     | -               | Fener-Valdobbiadene            | -             | 12 lug.       |
| 24 mag.     | Riposa: Treviso |                                |               | 12 lug.       |

| Andata (4ª) | Andata (4ª)             | Quarta giornata         | Ritorno (11ª) | Ritorno (11ª) |
|             |                         |                         |               |               |
| 31 mag.     | 2-0                     | Fener-Cremcaffè Iris    | 1-1           | 19 lug.       |
| 31 mag.     | -                       | Treviso-Celana Mestre   | -             | 19 lug.       |
| 31 mag.     | -                       | Valdobbiadene-Pordenone | 0-1           | 19 lug.       |
| 31 mag.     | Riposa: Crocetta Carrel |                         |               | 19 lug.       |

| Andata (5ª) | Andata (5ª)            | Quinta giornata             | Ritorno (12ª) | Ritorno (12ª) |
|             |                        |                             |               |               |
| 17 mag.     | 0-0                    | Celana Mestre-Valdobbiadene | 0-0           | 26 lug.       |
| 17 mag.     | 3-0                    | Crocetta Carrel-Fener       | -             | 26 lug.       |
| 17 mag.     | 3-0                    | Pordenone-Treviso           | -             | 26 lug.       |
| 17 mag.     | Riposa: Cremcaffè Iris |                             |               | 26 lug.       |

| Andata (6ª) | Andata (6ª)           | Sesta giornata               | Ritorno (13ª) | Ritorno (13ª) |
|             |                       |                              |               |               |
| 14 giu.     | 0-2                   | Fener-Pordenone              | 0-0           | 13 set.       |
| 14 giu.     | 0-0                   | Cremcaffè Iris-Valdobbiadene | 0-0           | 13 set.       |
| 14 giu.     | -                     | Treviso-Crocetta Carrel      | -             | 13 set.       |
| 14 giu.     | Riposa: Celana Mestre |                              |               | 13 set.       |

| Andata (7ª) | Andata (7ª)           | Settima giornata             | Ritorno (14ª) | Ritorno (14ª) |
|             |                       |                              |               |               |
| 21 giu.     | 3-0                   | Celana Mestre-Cremcaffè Iris | 3-1           | 20 set.       |
| 21 giu.     | 0-2                   | Crocetta Carrel-Pordenone    | 1-0           | 20 set.       |
| 21 giu.     | 0-0                   | Treviso-Fener                | 0-2           | 20 set.       |
| 21 giu.     | Riposa: Valdobbiadene |                              |               | 20 set.       |

### Libri
- Bruno Migliardi, Storia del calcio femminile (1968-1973), Roma, Stab. Tipolitografico Edigraf, 1974,  pp. 31-35, dove ha pubblicato la classifica e il calendario con tutti i risultati.
- Luca Barboni e Gabriele Cecchi, Annuario del calcio femminile 1999-2000, Fornacette (PI), Mariposa Editrice S.r.l., novembre 1999,  p. 47, la classifica della Serie A 1971.
- Salvatore Lo Presti, Almanacco del calcio mondiale '88-'89, Torino, S.E.T., 1988,  pp. 261-268. (ha pubblicato tutte le classifiche finali).

Giornali
- La Gazzetta dello sport, quotidiano microfilmato conservato a Milano, Mediateca Santa Teresa (per conto Biblioteca Nazionale Braidense) e Biblioteca comunale centrale di Milano.
- Il Corriere dello Sport, quotidiano microfilmato conservato a Firenze in Biblioteca Nazionale Centrale e presso Biblioteca del C.O.N.I. di Roma.
- Tuttosport, quotidiano microfilmato conservato a Firenze in Biblioteca Nazionale Centrale.
- Stadio, quotidiano microfilmato conservato a Firenze in Biblioteca Nazionale Centrale.
- Libertà, quotidiano di Piacenza, consultato presso la Biblioteca Comunale “Passerini Landi” di Piacenza.
- La Nazione, quotidiano di Firenze, consultato presso la Biblioteca Nazionale Centrale di Firenze.
- Il Gazzettino, edizione di Pordenone, conservato dalla Biblioteca Comunale di Pordenone.
- Giornale quotidiano "La Stampa", giornali disponibili microfilmati presso la Biblioteca comunale centrale di Milano (Palazzo Sormani).